# Aimar Oroz
Aimar Oroz Huarte (Arazuri, Cendea de Olza, Navarra, 27 de noviembre de 2001) es un futbolista español que juega como centrocampista en el Club Atlético Osasuna de la Primera División de España.

## Trayectoria
Aimar se une al fútbol base del CA Osasuna en 2014 procedente del Ikastola Sanduzelai. El 30 de mayo de 2018, tras finalizar su formación juvenil, renueva su contrato con el club por 2 temporadas con opción a 2 más y asciende al filial, debutando con el segundo equipo osasunista el siguiente 1 de septiembre al partir como titular en una victoria por 2-0 frente al CD Subiza en la extinta Tercera División de España.
Logra debutar con el primer equipo el 31 de mayo de 2019, al entrar como suplente en los minutos finales de una victoria por 3-2 frente al Córdoba CF en la Segunda División.
El 20 de junio de 2022, tras destacar en el filial, renueva su contrato con el club hasta 2026 y asciende al primer equipo en la Primera División. Su primer gol con el CA Osasuna llega en la primera jornada liguera de la temporada 2022-23, en la victoria por 2-1 frente al Sevilla FC el 12 de agosto de 2022, donde además partió como titular.
El 16 de septiembre de 2022, es convocado por primera vez con la Sub-21, para 2 partidos amistosos.
El 10 de julio de 2024, fue incluido en la lista definitiva para disputar los Juegos Olímpicos de París 2024 obteniendo en estos mismos la medalla de oro el 9 de agosto de 2024 ante el anfitrión con un 3-5 en el marcador.
El 1 de septiembre de 2024, el C. A. Osasuna, anuncia la renovación del canterano navarro hasta el 30 de junio de 2029 y con la subida de la cláusula de rescisión hasta los 30.000.000€.

## Clubes
Actualizado al último partido disputado el 19 de agosto de 2025.
| Club            | País   | Año       | Partidos | Goles |
| --------------- | ------ | --------- | -------- | ----- |
| C. A. Osasuna B | España | 2018-2022 | 96       | 14    |
| C. A. Osasuna   | España | 2019-act. | 122      | 11    |

Debut en 1ª División: 19 de julio de 2020, C. A. Osasuna 2-2 R. C. D. Mallorca
| Temporadas en 1.ª | Partidos en 1.ª | Goles en 1.ª | Partidos en Copa | Goles en Copa | Internacional |
| ----------------- | --------------- | ------------ | ---------------- | ------------- | ------------- |
| 5                 | 102             | 10           | 15               | 1             | Ninguna       |

## Palmarés

### Torneos internacionales
| Título           | Equipo                       | Sede  | Año  |
| ---------------- | ---------------------------- | ----- | ---- |
| Juegos Olímpicos | Selección de España (sub-23) | París | 2024 |